# Serapia (Gattung)
 Serapia  ist eine ausgestorbene Gattung der Primaten, die vor rund 34 Millionen Jahren im Gebiet der heutigen Fossillagerstätte Fayyum in Ägypten vorkam. Die Gattung und ihre bislang einzige Art, Serapia eocaena, wurden im Jahr 1992 anhand von zwei bezahnten Unterkiefer-Hälften beschrieben. Beide Fossilien wurde zugleich aufgrund ihrer Merkmale in die Nähe der frühen Menschenartigen gestellt.

## Namensgebung
Die Bezeichnung der Gattung verweist auf den altägyptisch-hellenistischen Gott Serapis. Laut Erstbeschreibung wurde sie in Analogie zur verwandten Gattung Apidium gewählt, deren Name ebenfalls in Zusammenhang mit einer altägyptisch-hellenistischen Gottheit steht. Das Epitheton der Typusart, eocaena, ist abgeleitet von der erdgeschichtlichen Epoche des Eozäns, aus der die Fossilien der Gattung stammen.

## Erstbeschreibung
Der Erstbeschreibung von Gattung und Typusart lag als Holotypus das Fragment eines rechten Unterkiefers zugrunde (Sammlungsnummer CGM 42286), in dem der Eckzahn, die Prämolaren und die drei Molaren (M1 bis M3) erhalten geblieben sind. Fundstelle war der als lower sequence bekannte, untere Fundhorizont der Gebel Qatrani Formation von Quarry L-41. Als Paratypus wurde ein weiteres Fossil benannt, das Fragment eines linken Unterkiefers mit gleichfalls erhaltenem Eckzahn sowie den Prämolaren und Molaren M1 bis M3 (DPC 7340). Die Gattung wurde aufgrund der Zahnmerkmale in die Familie der Parapithecidae eingeordnet; als wichtigstes Unterscheidungsmerkmal von anderen Gattungen dieser Familie wurde der auffallend große Prämolar P2 in der Diagnose herausgestellt. Der Eckzahn wiederum weist den Analysen zufolge Ähnlichkeiten mit dem Eckzahn von Apidium auf. Das Körpergewicht der Tiere sei vermutlich intermediär zwischen der kleineren Art Qatrania und der größeren Parapithecus gewesen. Nachfolgende Analysen sehen Serapia eher als Vertreter der Familie der Proteopithecidae und damit als nahe verwandt mit Proteopithecus an. Die Proteopithecidae gehören zu den Affen, stehen aber außerhalb der beiden Großgruppen der Alt- und Neuweltaffen.
Aus der gleichen Fundstätte geborgen und gemeinsam mit Serapia erstmals beschrieben wurden die beiden neu eingeführten Gattungen Plesiopithecus und Arsinoea.

## Belege
1. 1 2 3  Elwyn L. Simons: Diversity in the early tertiary anthropoidean radiation in Africa. In: PNAS. Band 89, Nr. 22, 1992, S. 10743–10747, doi:10.1073/pnas.89.22.10743, Volltext (PDF).
2. ↑  Erik R. Seiffert, Marcelo F. Tejedor, John G. Fleagle, Nelson M. Novo, Fanny M. Cornejo, Mariano Bond, Dorien de Vries und Kenneth E. Campbell Jr.: A parapithecid stem anthropoid of African origin in the Paleogene of South America. In: Science. Band 368, 2020, S. 194–197, doi:10.1126/science.aba1135
3. ↑  Erik R. Seiffert: Early Primate Evolution in Afro-Arabia. In: Evolutionary Anthropology. Band 21, 2012, S. 239–253
4. ↑  Erik R. Seiffert, Doug M. Boyer, John G. Fleagle, Gregg F. Gunnell, Christopher P. Heesy, Jonathan M. G. Perry und Hesham M. Sallam: New adapiform primate fossils from the late Eocene of Egypt. In: Historical Biology. Band 30, Nr. 1/2, 2018, S. 204–226, doi:10.1080/08912963.2017.1306522